# Michel Richard (cuisinier)
Pour les articles homonymes, voir Michel Richard.
Michel Richard, né le 7 mars 1948 à Pabu (Côtes-d'Armor) et mort le 13 août 2016 à Washington D.C., est un cuisinier français.

## Biographie
Michel Richard débute en France comme chef pâtissier. Il émigre aux États-Unis dans les années 1970 et ouvre une pâtisserie à Los Angeles en 1977 puis devient cuisinier. Il recevra plusieurs prix culinaires américains dont celui de « meilleur chef des États-Unis ».
Le Washington Post dira de lui qu'il a contribué à faire de Washington la capitale de la restauration.
Il meurt dans un hôpital de la capitale américaine des suites d'un accident vasculaire cérébral le 13 août 2016 à l'âge de 68 ans.

## Livres
- (en) Michel Richard's Home Cooking with a French Accent, Morrow, New York , 1993  ASIN: B001XGZ1Q8
- (en) Happy in the Kitchen: The Craft of Cooking the Art of Eating, Artisan, 2006  (ISBN 978-1-57965-299-9)
- (en) Sweet Magic: Easy Recipes for Delectable Desserts, Ecco, 2010  (ISBN 0-06-192821-6)
- (en) Monet's Palate Cookbook: The Artist & His Kitchen Garden at Giverny Contributor, Gibbs-Smith, 2015  (ISBN 978-1-4236-3997-8)